# Ohepalu
Ohepalu este o arie protejată (arie specială de conservare — SAC, sit de importanță comunitară — SCI, arie de protecție specială avifaunistică — SPA) din Estonia întinsă pe o suprafață de 5.934,6 ha, integral pe uscat.

## Localizare
Centrul sitului Ohepalu este situat la coordonatele 59°21′33″N 25°56′04″E / 59.3592°N 25.9345°E.

## Înființare
Situl Ohepalu a fost declarat sit de importanță comunitară în aprilie 2004 pentru a proteja 2 specii de plante și 4 specii de animale. Alte tipuri de protecție:
- arie de protecție specială avifaunistică (în aprilie 2004)[2]
- arie specială de conservare (în martie 2014)[1][3][4]

## Biodiversitate
Situată în ecoregiunea boreală, aria protejată conține 14 habitate naturale: Lacuri și iazuri distrofice naturale, Cursuri de apă de la nivel de câmpie la nivel montan, cu vegetație Ranunculion fluitantis și Callitricho-Batrachion, Pajiști uscate seminaturale și facies de acoperire cu tufișuri pe substraturi calcaroase (Festuco-Brometalia) (* situri importante pentru orhidee), Pajiști fino-scandinave uscate până la mezice, bogate în specii de altitudine mică, Fânețe de joasă altitudine (Alopecurus pratensis, Sanguisorba officinalis), Turbării active, Mlaștini turboase de tranziție și turbării mișcătoare, Depresiuni pe substraturi de turbă de Rhynchosporion, Mlaștini alcaline, Taiga vestică, Păduri fino-scandinave bogate în ierburi cu Picea abies, Păduri de conifere pe eskere fluvioglaciare sau legate la acestea, Păduri caducifoliate de mlaștină fino-scandinave, Mlaștini împădurite.
La baza desemnării sitului se află mai multe specii protejate:
- plante (2): papucul doamnei (Cypripedium calceolus), Saussurea alpina subsp. esthonica
- păsări (2): Bucephala clangula, cocor (Grus grus)
- nevertebrate (2): Ophiogomphus cecilia, Unio crassus

Pe lângă speciile protejate, pe teritoriul sitului au mai fost identificate 4 specii de plante, 3 specii de păsări, 1 specie de amfibieni, 6 specii de mamifere.